# Chevrolet Corvette C6.R GT2
Chronologie des modèles (2009 - 2013)
Chevrolet Corvette C6.R Chevrolet Corvette C7.R
La Chevrolet Corvette C6.R GT2 (par la suite appelée Chevrolet Corvette C6.R ZR1) est une voiture de course homologuée pour courir dans la catégorie GT2 puis GTE de l'Automobile Club de l'Ouest et la catégorie GT de l'International Motor Sports Association,. Elle est dérivée de la Corvette C6 ZR1 d'où elle tire son nom.
En 2011, lors des 24 Heures du Mans, les écuries Corvette Racing et Larbre Compétition remportent respectivement les catégories GTE Pro et GTE Am. L'année suivante, Larbre Compétition récidive en GTE Am.

## Aspects techniques
D'abord équipée d'un moteur V8 de 6 L de cylindrée, elle est par la suite munie d'un moteur V8 de 5,5 L.

## Histoire
Elle entre pour la première fois en compétition en 2009, lors du Sports Car Challenge of Mid-Ohio,,.

## Epilogue
En 2016, elle est toujours exploitée par le Selleslagh Racing Team en Blancpain GT Sports Club.